# Ramanuju
Ramanuju is een bestuurslaag in het regentschap Cilegon van de provincie Banten, Indonesië. Ramanuju telt 2902 inwoners (volkstelling 2010).